# Wegkreuz (Aschach, Premicher Straße 11)

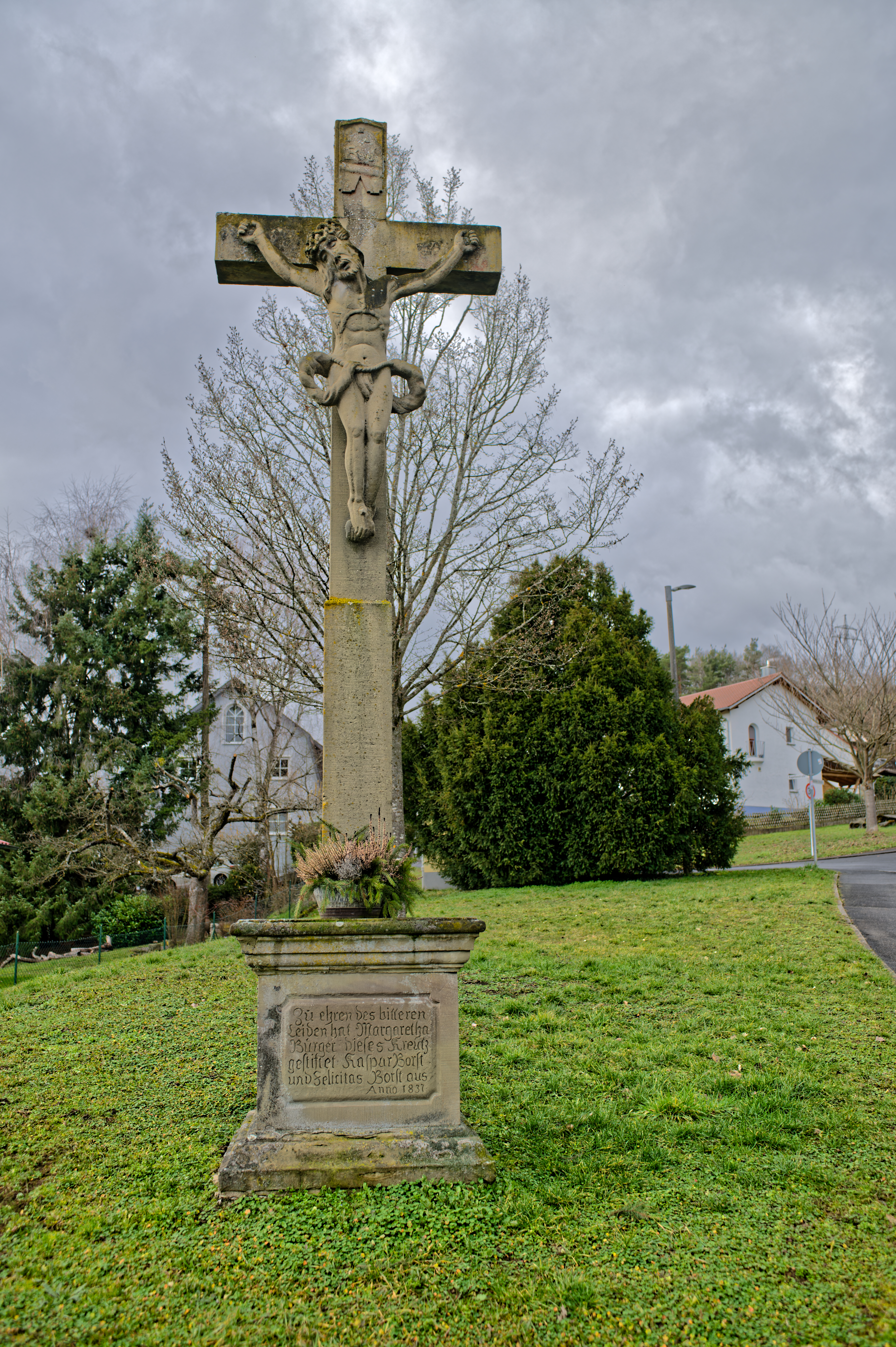
Wegkreuz, Aschach, Premicher Straße 11

Das Wegkreuz Premicher Straße 11 ist ein Flurdenkmal in Aschach, einem Ortsteil des Marktes Bad Bocklet im unterfränkischen Landkreis Bad Kissingen und befindet sich in der Premicher Straße 11. Der Bildstock gehört zu den Baudenkmälern von Bad Bocklet und ist unter der Nummer D-6-72-112-27  in der Bayerischen Denkmalliste registriert.

## Beschreibung
Das Wegkreuz besteht aus Sandstein und entstand im Jahr 1837.
Auf einem gebauchten Tischsockel befinden sich ein Korpus und ein Inschriftzettel. Das 465 cm hohe Kreuz ist aus mehreren Teilen zusammengesetzt. Das Fundament ist versenkt. Der 96 cm hohe Sockel hat die Abmessungen 95 cm × 88 cm. Die 57 cm hohe Sockelbasis besteht aus zwei zum Sockelprisma einziehenden, getreppten Platten und hat die Abmessungen 77 cm × 70 cm. Darauf befindet sich eine profilierende, 21 cm hohe Platte mit den Abmessungen 95 cm × 88 cm, auskragend aus Platte: 2 cm, Karnies: 6 cm, Platte: 7 cm, Platte: 2 cm und Wulst: 4 cm. Darauf befindet sich das 236 cm hohe Hochkreuz aus einem 133 cm hohen Schaftsockel mit Vierkantprofil (28 cm × 25 cm) und einem Schaft (22 cm × 19 cm). Die Balkenbreite beträgt etwa 60 cm. Der Korpus ist etwa 136 cm hoch. Oben befindet sich eine IN/RI-Tafel am Abschlussbalken.
Der Sockel trägt folgende Inschrift in gotischer Schrift:

„Zu ehren des bitteren

Leiden hat Margaretha

Bürger dieses Kreutz

gestiftet Kaspar Borst

und Felicitas Borst aus

("Aschach" fehlt seit der Restaurierung) Anno 1837.“

Auf der Rückseite befindet sich folgende Inschrift:

„Renovierung 1987 von Ludwig Bauer für den Flurbereinigungs- und Heimatverein.“